# Nepomuk (Příbrami járás)
Nepomuk település Csehországban, a Příbrami járásban. Lakosainak száma 233 fő (2024. január 1.).

## Fekvése
Nepomuk Rožmitál pod Třemšínem és Věšín településekkel határos.

## Népesség
A település lakosságának változását az alábbi diagram mutatja:
| Lakosok száma | 306  | 467  | 477  | 287  | 178  | 185  | 195  | 198  | 236  | 233  |
|               | 1869 | 1890 | 1921 | 1950 | 1980 | 2001 | 2017 | 2019 | 2022 | 2024 |